# Natalja Sjykolenko
Natalja Ivanovna Sjykolenko (Russisch: Наталья Ивановна Шиколенко) (Andizan, 1 augustus 1964 – 15 mei 2025)  was een speerwerpster uit de Sovjet-Unie en later Wit-Rusland. Ze behaalde een zilveren medaille op de Olympische spelen van 1992, waar ze uitkwam voor het Gezamenlijk team en goud op de wereldkampioenschappen van 1995. 
Haar zus Tatjana Sjykolenko is ook een succesvol speerwerpster.
Sjykolenko overleed op 15 mei 2025 op 60-jarige leeftijd.

## Titels
- Wereldkampioene speerwerpen - 1995
- Sovjet-kampioene speerwerpen - 1986, 1990, 1991, 1992